# Канкадзе, Марат Титевич
Мара́т Тите́вич Канка́дзе (род. 18 мая 1972 года, Москва) — каскадёр, стантрайдер, мотоспортсмен.

## Биография

#### От мопеда к мотоспорту
Свой первый мотоцикл Марат построил сам. В пятом классе первые накопления он потратил на популярный в советские годы двигатель Д-6. Поставил его на велосипедную раму с велосипедными колёсами, подключил бак от бензопилы. С тех пор мототехника в жизни Марата присутствует постоянно. В середине 90-х он пересел с советских мотоциклов на японские. Спортивную карьеру Марат начал в 2004 году с шоссейно-кольцевых гонок на минибайках, занимал призовые места. Параллельно шли тренировки в стантрайдинге. В России этот спорт был не слишком развит, до многих приёмов и трюков приходилось доходить своим умом, взяв за образец американские и европейские видеоролики. Большинство стантрайдеров использует спортбайки, но Канкадзе выбрал лёгкий и послушный Yamaha WR400F на шоссейных колёсах. С тех пор супермото стал для него не просто спортивным снарядом, но и визитной карточкой. Уже через год после начала тренировок, в 2005 году, Марат принял участие в своих первых показательных выступлениях. Это был основной способ показать свои трюки широкой публике, поскольку соревнований по стантрайдингу в те годы практически не было. За свою спортивную карьеру Марат участвовал и продолжает участвовать в стант-шоу на территории России и за рубежом,,

#### Стантрайдинг
Стантрайдинг долгое время не имел статуса спортивной дисциплины. Выступления проходили в формате шоу, баттлов, джемов. Канкадзе приложил большие усилия, чтобы превратить полуподпольное развлечение в полноценный спорт с официальными соревнованиями, упорядоченным судейством, подготовленными площадками. В 2008 году он принял участие в организации первого в истории чемпионата России и параллельно выступил там в качестве спортсмена. По приглашению Марата на соревнования прилетел из Калифорнии основатель легендарной команды 50 Stunt Райан Мур. В 2009 году в России прошли первые крупные международные соревнования, чемпионат Восточной Европы. Для российских спортсменов он стал хорошей возможностью обменяться опытом с зарубежными коллегами и повысить уровень мастерства. С тех пор крупные соревнования проходят в России на регулярной основе. Марат Канкадзе неоднократно занимал в них призовые места, При Мотоциклетной Федерации России работает комиссия по стантрайдингу. С 2017 года ее возглавляет Марат Канкадзе.

#### Команда Legend Stunt Team
Стантрайдинг — не только спорт, но и шоу. Для него не нужна сложная инфраструктура, его можно проводить параллельно с массовыми мероприятиями самых разных видов. Поэтому показательные выступления являются важной частью стант-мира и обычно собирают больше зрителей, чем соревнования. В 2008 году Марат Канкадзе создал команду Legend Stunt Team. В неё вошли звёзды российского трюкового спорта на мототехнике разных видов. Команда выступает как на локальных мероприятиях, так и в рамках больших международных туров, в том числе Red Bull X-Fighters Exhibition Tour и Adrenaline Rush FMX Masters Tournado. Legend Stunt Team — первая российская команда, выступившая на этапах чемпионатов мира Formula 1, MotoGP, World Superbike, а также на крупнейших мировых мотовыставках EICMA (Милан, Италия) и Intermot (Кёльн, Германия).

#### Медийная активность
Работа мотокаскадёра оказалась востребована в кино- и телепроектах. Марат Канкадзе выступал постановщиком и исполнителем мотоциклетных трюков в фильмах, сериалах и клипах. В его портфолио участие в проектах группы T.A.T.U, в фильмах «Жара»., «Барвиха», «Неваляшка-2». Также Марат снимался в спортивных проектах «На грани» и «Stuntriding in Moscow». Канкадзе — ведущий постоянной стант-рубрики в журнале «Мотоэксперт».

#### Мотошкола
Марат Канкадзе — не только знаменитый спортсмен, но и опытный преподаватель. За 15 лет сотни мотоциклистов получили навыки безопасной и быстрой езды благодаря продуманной системе практических и теоретических занятий. В авторские курсы Марат вложил весь свой многолетний опыт, адаптированный для разных категорий водителей. В 2020 году на территории московского стадиона Лужники открылась мотошкола Марата Канкадзе. Марат с командой инструкторов обучает основам езды на мотоцикле, проводит курсы повышения водительского мастерства и спортивные мастер-классы. Партнёр школы — BMW Motorrad. Обучение проходит на мотоциклах BMW G 310 R, BMW F 900 R и BMW S 1000 RR последнего поколения.

#### Спонсоры
Марат Канкадзе сотрудничает с крупными международными брендами, продвигающими свою продукцию с помощью экстремальных видов спорта:
Black Monster — американский гигант рынка энергетических напитков. В большинстве стран известен как Monster Energy. Сотрудничает с армией элитных атлетов.
NGK — японский производитель свечей зажигания и других электрокомпонентов для мотоциклов и автомобилей.
DC Shoes — легендарная обувь и одежда из США для спорта и повседневного ношения.
Motul — горюче-смазочные материалы и средства для ухода за мототехникой премиум-класса. Сделано во Франции.
Berg — российский дистрибьютор запчастей и сопутствующих товаров для авто- и мототехники. Официально представляет более ста брендов из разных стран.